# Luis Arnáez
Luis Diego Arnáez Villegas (né le 6 novembre 1976 à Pozo de Agua au Costa Rica) est un joueur de football international costaricien, qui évoluait au poste de milieu de terrain, avant de devenir entraîneur.

## Biographie

### Carrière de joueur

#### Carrière en sélection
Avec l'équipe du Costa Rica, il joue 31 matchs (pour 9 buts inscrits) entre 1991 et 2000. 
Il figure notamment dans le groupe des sélectionnés lors des Gold Cup de 1998 et de 2000.

## Palmarès
| Alajuelense - Championnat du Costa Rica (7) : - Champion : 1995-96, 1996-97, 1999-00, 2000-01, 2001-02, 2002-03 et 2004-05. - Ligue des champions (1) : - Vainqueur : 2004. |  | Puntarenas - Copa Interclubes UNCAF (1) : - Vainqueur : 2006. |